# Coelocraera decellei
Coelocraera decellei är en skalbaggsart som beskrevs av Dégallier 1983. Coelocraera decellei ingår i släktet Coelocraera och familjen stumpbaggar. Inga underarter finns listade i Catalogue of Life.